# 세 (지질학)
세(世, Epoch)는 지질 시대의 하나이다.

## 현생누대 시대 목록
신생대
- 제4기
  - 홀로세
  - 플라이스토세
- 신제3기
  - 플리오세
  - 마이오세
- 고제3기
  - 올리고세
  - 에오세
  - 팔레오세

중생대
- 백악기
  - 후기
  - 전기
- 쥐라기
  - 후기
  - 중기
  - 전기
- 트라이아스기
  - 후기
  - 중기
  - 전기

고생대
- 페름기
- 석탄기
  - 펜실베이니아기
  - 미시시피기
- 데본기
  - 후기
  - 중기
  - 전기
- 실루리아기
  - 프리돌리세
  - 러들로
  - 웬록
  - 슬란도버리세
- 오르도비스기
  - 후기
  - 중기
  - 전기
- 캄브리아기
  - 후기 (Furongian)
  - 중기
  - 전기